# Staročeská chaloupka pod skálou
Staročeská chaloupka pod skálou je renovovaná chalupa (rodinný dům) na okraji pražské čtvrti Řeporyje. Objekt zakoupila tělocvičná jednota (TJ) Sokol Řeporyje po druhé světové válce (v roce 1946) a budova sloužila ke schůzkám i pro potřeby kulturní činnosti směrem k řeporyjské veřejnosti. Po druhé světové válce působily v rámci ochotnického divadla Řeporyje dva divadelní spolky: „Havlíček“ a „Wolker“. Na přírodním jevišti ve staročeské chaloupce pod skálou byla uvedena pohádka „Šašek králem“ od Milady Koblihové, která se na divadelních představeních místního Sokola podílela (pro ochotníky napsala i detektivku „Poslední obraz“). Činnost Sokola Řeporyje byla násilně přerušena po únoru 1948 a v následujících 50. letech 20. století skončilo i ochotnické hraní ve staročeské chaloupce pod skálou.